# Neuroophthalmologie
Die Neuroophthalmologie ist ein Spezialgebiet der Augenheilkunde an der Schnittstelle zur Neurologie und beschäftigt sich mit den neurogenen Ursachen von Sehveränderungen ebenso wie mit der Beurteilung von neurologisch bedingter Symptomatik an den Augen als Zeichen anderweitiger Erkrankungen.
Hierzu zählen etwa Lähmungsschielen (Strabismus paralyticus), Blicklähmungen, Krankheitsbilder der Netzhaut, Gesichtsfeldausfälle, Störungen der Sehbahn, Störungen der Pupillomotorik, Nystagmus, Tumorerkrankungen, Orbitaerkrankungen, Multiple Sklerose oder Myasthenia gravis. Zudem kommt den Neuroophthalmologen häufig eine Schlüsselposition in der Abklärung unklarer Sehstörungen zu sowie in der Durchführung oder Auswertung bestimmter Untersuchungen, wie etwa der okulären Elektrophysiologie (VEP, ERG, EOG) und neuroradiologischer bildgebender Verfahren (MRT, CT).
Die Bedeutung dieser Disziplin lässt sich daran erkennen, dass von zwölf Hirnnerven alleine sechs direkt für die motorische, sensorische und/oder sensible Versorgung der Augen oder ihrer Anhangsorgane zuständig sind.
Aufgrund der starken Überlappungen zur Ophthalmologie und Neurologie ist die länderspezifische Verbreitung der Neuroophthalmologie sehr unterschiedlich. Während sie beispielsweise in den USA oder der Schweiz eine starke Eigenständigkeit hat, ist sie in anderen Ländern gar nicht vertreten, und ihre Inhalte werden von (allgemeinen) Augenärzten und Neurologen behandelt. 
Da die Abklärung von Augenbewegungsstörungen ein zentrales Gebiet der Neuroophthalmologie ist, ist sie häufig enger Bestandteil der Tätigkeiten von  Orthoptisten und Gegenstand strabologischer bzw. neuroorthoptischer Diagnostik und Therapie.